# Jan Frączek (1955–1994)
Jan Zbigniew Frączek (ur. 19 stycznia 1955 w Kamionce Wielkiej lub Nowym Sączu, zm. 17 stycznia 1994 w Warszawie) – polski polityk, działacz związkowy i opozycyjny w PRL, więzień polityczny.

## Życiorys
Syn Stanisława i Zofii, pochodził z rodziny wielodzietnej. W 1974 ukończył Zasadniczą Szkołą Samochodową w Nowym Sączu, w latach 1974–1985 pracował w Fabryce Samochodów Małolitrażowych w Bielsku-Białej. We wrześniu 1980 wstąpił do NSZZ „Solidarność”, należał do Komisji Wydziałowej. Po wprowadzeniu stanu wojennego członek władz Regularnej Komisji Wykonawczej Trzeci Szereg „S” i współorganizator Tymczasowej Komisji Zakładowej, był drukarzem podziemnego pisma „Informator NSZZ «Solidarność» przy Fabryce Samochodów Małolitrażowych”. W maju 1982 był krótko internowany, ponownie od kwietnia do maja 1983 aresztowany pod zarzutem kierowania podziemną organizacją (amnestia w sierpniu 1984). Należał do regionalnego kierownictwa podziemnej „Solidarności”, zajmował się m.in. kontaktami z innymi ośrodkami, zbieraniem składek, kolportażem prasy. Był współorganizatorem podbeskidzkiego Radia „Solidarność” oraz bielskiego Komitetu Oporu Społecznego. We wrześniu 1985 ponownie aresztowany, w kolejnym roku skazany wyrokiem Sądu Wojewódzkiego w Bielsku-Białej na 1,5 roku więzienia za „działania zmierzające do wywołania niepokoju publicznego”. W czerwcu 1986 wyszedł na wolność, wkrótce został jednym z pięciu jawnych rzeczników regionalnych struktur NSZZ „Solidarność”, znalazł się w Prezydium Regionalnej Komisji Organizacyjnej tej organizacji. W latach 1986–1989 pozostawał bez pracy. Był przez wiele lat rozpracowywany przez Wojewódzki Urząd Spraw Wewnętrznych w Bielsku-Białej.
W 1989 przywrócono go do pracy w FSM. Został przewodniczącym Komitetu Zakładowego „Solidarności”, wielokrotnym delegatem na wojewódzkie i krajowe zjazdy delegatów, a także członkiem Zarządu Regionalnego i Komisji Krajowej „Solidarności”. Zaangażował się również w komitet na rzecz budowy Szpitala Wojewódzkiego w Bielsku-Białej. W wyborach parlamentarnych w 1993 otwierał bielską listy okręgową Komitetu Wyborczego NSZZ „Solidarność”. Zmarł nagle w Warszawie podczas obrad Krajowej Sekcji Motoryzacji „S”. 21 stycznia 1994 został pochowany na cmentarzu komunalnym w Bielsku-Białej.

## Odznaczenia
Został odznaczony pośmiertnie Krzyżem Wolności i Solidarności (2017) i Krzyżem Kawalerskim Orderu Odrodzenia Polski (1995).